# Gastaldato
Nell'ordinamento medievale, il gastaldato o gastaldia era una circoscrizione amministrativa governata da un funzionario della corte regia, il gastaldo o castaldo, delegato ad operare in ambito civile, militare e giudiziario (gastaldi venivano designati sia gli amministratori regi o ducali sia personalità che esercitavano la sovranità sul territorio del Gastaldato). 
In tempi più recenti, il termine gastaldia passò a designare una grossa azienda agricola; il gastaldo era colui che la amministrava.

## Il gastaldato nell'ordinamento longobardo
Nell'ordinamento longobardo il gastaldato serviva da contrappeso alla quasi indipendenza dei duchi, i quali amministravano circa 1/3 delle terre. L'ufficio era temporaneo e la sua importanza venne meno con il crescere della potenza ducale di fronte a quella regia. I Longobardi avevano diviso i loro domini in molti gastaldati ognuno dei quali era in mano ad un gastaldo.
Nella raccolta delle decime papali nel 1291 compare ancora un "castaldus" amministratore dei beni del vescovo di Fossombrone, mentre a Cividale nel Friuli fino alla fine del XVIII secolo il gastaldo amministra i beni della cattedrale ed esercita la giustizia.

## Il gastaldato nella Repubblica di Venezia
Mutuato dai vicini Longobardi, il gastaldato venne applicato nel Ducato di Venezia come strumento di controllo da parte del Doge sulle comunità a lui sottoposte.
Col declinare del potere ducale, progressivamente quello di gastaldo ducale divenne l'ufficio dell'esecutore delle sentenze giudiziarie civili e penali. Per sopperire al potere di nomina ducale dei gastaldi, carica riservata agli appartenenti alla classe dei cittadini, la Repubblica di Venezia creò due magistrature, composte da patrizi eletti in seno al Maggior Consiglio, deputate al controllo dell'attività dei gastaldi:
- il sopragastaldo;
- il sopra atti del sopragastaldo.

Il gastaldato rimase in vigore a Venezia sino al 1797 e alla caduta della Repubblica.